# Hispidophila
Hispidophila is een geslacht van vliesvleugeligen uit de familie Trichogrammatidae. De wetenschappelijke naam van dit geslacht is voor het eerst geldig gepubliceerd in 1968 door Viggiani.

## Soorten
Het geslacht Hispidophila omvat de volgende soorten:
- Hispidophila brontispae (Ferrière, 1931)
- Hispidophila latimarginata Lin, 1994
- Hispidophila sophoniae Lin & Lin, 2002
- Hispidophila spinosa Lin, 1994